# Čistý a střízlivý
Čistý a střízlivý (v anglickém originále Clean and Sober) je americký dramatický film z roku 1988. Režisérem filmu je Glenn Gordon Caron. Hlavní role ve filmu ztvárnili Michael Keaton, Kathy Baker, Morgan Freeman, M. Emmet Walsh a Luca Bercovici.

## Obsazení
| Michael Keaton    | Daryl   |
| Kathy Baker       | Charlie |
| Morgan Freeman    | Craig   |
| M. Emmet Walsh    | Richard |
| Luca Bercovici    | Lenny   |
| Tate Donovan      | Donald  |
| Claudia Christian | Iris    |
| Brian Benben      | Martin  |